# Painting It Red
Painting It Red är ett album av det brittiska popbandet The Beautiful South, utgivet i oktober 2000.

## Låtlista
1. "Closer Than Most" - 3:07
2. "Just Checkin'" - 3:38
3. "Hit Parade" - 3:45
4. "Masculine Eclipse" - 3:55
5. "'Til You Can't Tuck It In" - 3:30
6. "If We Crawl" - 4:14
7. "Tupperware Queen" - 3:34
8. "Half-Hearted Get (Is Second Best)" - 4:24
9. "The River" - 5:22
10. "Baby Please Go" - 2:46
11. "You Can Call Me Leisure" - 4:31
12. "Final Spark" - 5:03
13. "10,000 Feet" - 3:02
14. "Hot on the Heels of Heartbreak" - 3:59
15. "The Mediterranean" - 4:02
16. "A Little Piece of Advice" - 3:55
17. "Property Quiz" - 3:50